# والتر فافر
والتر فافر (بالإنجليزية: Walter Favre)‏ ولد بتاريخ 14 يونيو 1931 في بازل، وتوفي في 9 أبريل 1970 في جنيف، سويسرا، كان دراج سويسري.

## روابط خارجية
- والتر فافر على موقع أرشيف الدراجات (الإنجليزية)
- والتر فافر على موقع إحصائيات الدراجات الإحترافية (الإنجليزية)